# Rectoria d'Arenys de Mar
La rectoria d'Arenys de Mar és un edifici d'Arenys de Mar inclòs en l'Inventari del Patrimoni Arquitectònic de Catalunya.

## Descripció
És un edifici de tres plantes i unes golfes, i una composició totalment simètrica. Té portal i dues finestres a la planta baixa; un únic balcó uneix les tres obertures del primer pis, i les del segon pis tenen balcons separats. Com a decoració hi ha, a la façana, pilastres planes i estriades, els capitells de les quals, i altres motllures, són de terra cuita. Les cornises i els balcons, componen la façana en tres cossos verticals i horitzontals. Baranes de ferro i reixes acaben de completar aquest notable pany. La casa té, en total, un cos i mig d'amplada i està situada a un carrer estret de cases entre mitgeres.

## Història
Aquest edifici és l'habitatge dels capellans de la parròquia i per això se situa molt a prop de l'església. Té també una entrada per la Riera on hi ha un casal parroquial, centre cultural de la població.